# San Antonio de la Cruz
San Antonio de la Cruz é um município do departamento de Chalatenango, em El Salvador. Sua população estimada em 2007 era de 1 854 habitantes.